# Distrikt Oyolo
Der Distrikt Oyolo liegt in der Provinz Páucar del Sara Sara in der Region Ayacucho in Südzentral-Peru. Der Distrikt wurde im Jahr 1823 gegründet. Er besitzt eine Fläche von 794 km². Beim Zensus 2017 wurden 1525 Einwohner gezählt. Im Jahr 1993 lag die Einwohnerzahl bei 1002, im Jahr 2007 bei 1166. Sitz der Distriktverwaltung ist die 3400 m hoch gelegene Ortschaft Oyolo mit 633 Einwohnern (Stand 2017). Oyolo liegt 20 km nordöstlich der Provinzhauptstadt Pausa. An der westlichen Distriktgrenze befindet sich der 4980 m hohe Schlackenkegel Cerro Auquihuato.

## Geographische Lage
Der Distrikt Oyolo liegt in der Cordillera Volcánica im Nordosten der Provinz Páucar del Sara Sara. Er besitzt eine Längsausdehnung in SSW-NNO-Richtung von knapp 47 km sowie eine maximale Breite von knapp 30 km. Der Distrikt erstreckt sich über das obere Einzugsgebiet des Río Oyolo, der in südsüdwestlicher Richtung das Gebiet durchquert und später in den Río Huanca Huanca mündet.
Der Distrikt Oyolo grenzt im Süden an den Distrikt San José de Ushua, im südlichen Westen an die Distrikte Colta und San Javier de Alpabamba, im zentralen Westen an die Distrikte San Francisco de Ravacayco und Pacapausa (beide in der Provinz Parinacochas), im Norden an den Distrikt Coronel Castañeda (ebenfalls in der Provinz Parinacochas) sowie im Osten an die Distrikte Pampamarca und Charcana (beide in der Provinz La Unión).

## Ortschaften
Neben dem Hauptort gibt es folgende größere Ortschaften im Distrikt:
- Ccalaccapcha
- Chapi
- Huayunca
- Laccora
- Umasi